# Georges Addor (architecte)
Pour les articles homonymes, voir Georges Addor et Addor.
Georges Addor, né le 24 septembre 1920 à Plainpalais (Canton de Genève) et décédé le 18 août 1982 à Genève, est un architecte suisse.

## Biographie
Après des études de droit (1940-1943) et d'architecture à Genève, il obtient un diplôme d'architecte de l'École polytechnique fédérale de Zurich en 1948.
Appelé à succéder à son père, il reprend en 1948 l'agence immobilière Addor & Julliard et y ouvre un bureau d'architecture. Sa contribution majeure réside dans la réalisation de cités résidentielles exemplaires de l'urbanisme genevois moderne : la campagne Cayla (1952-1953), l'ensemble des bâtiments de l'Institut Battelle à Carouge (1953-1972), l'ensemble résidentiel de Budé, établi dans le parc d'une maison de maître du XVIIIe siècle (le parc de Budé) (1958-1962), la cité-satellite de Meyrin (1960-1963) et celle du Lignon sur le territoire de la commune de Vernier (1963-1971), mais également la réalisation en 1965 du bâtiment abritant le quartier général de Rolex.
Il sera membre de la Société suisse des ingénieurs et des architectes et de la Fédération des architectes suisses dès 1956.

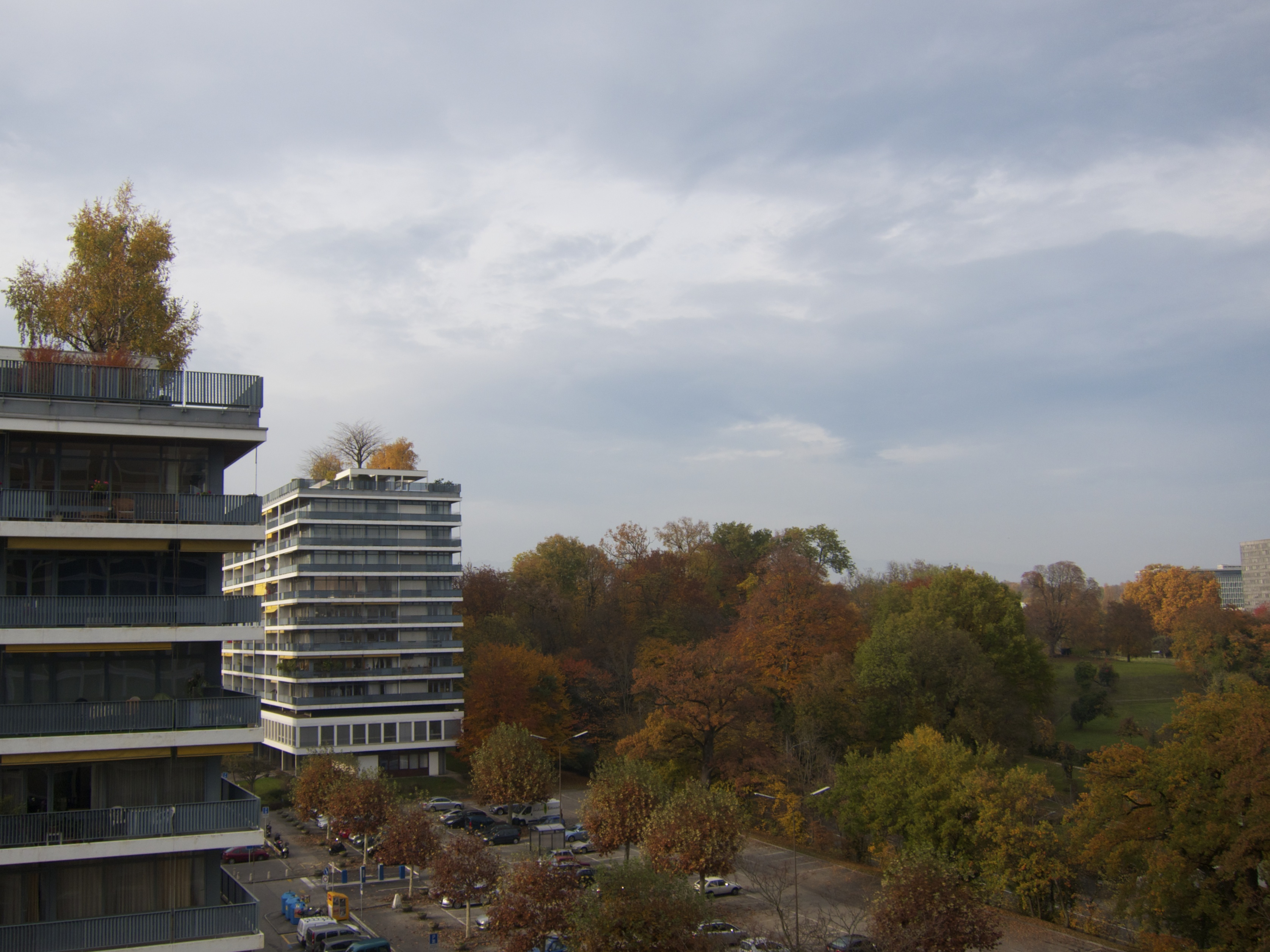
Vue depuis l'hôtel Intercontinental sur l'ensemble résidentiel du parc de Budé

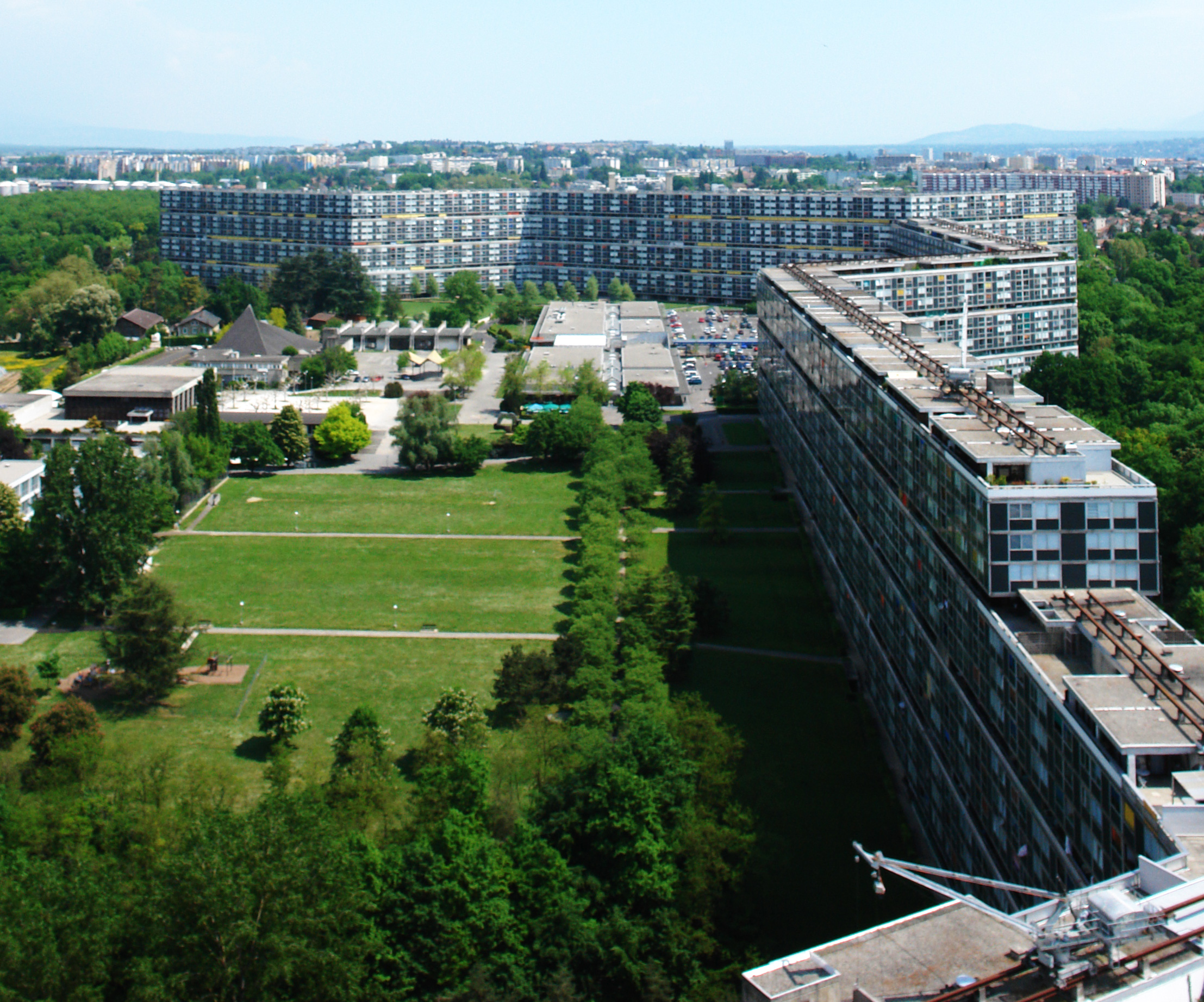
Cité-satellite du Lignon

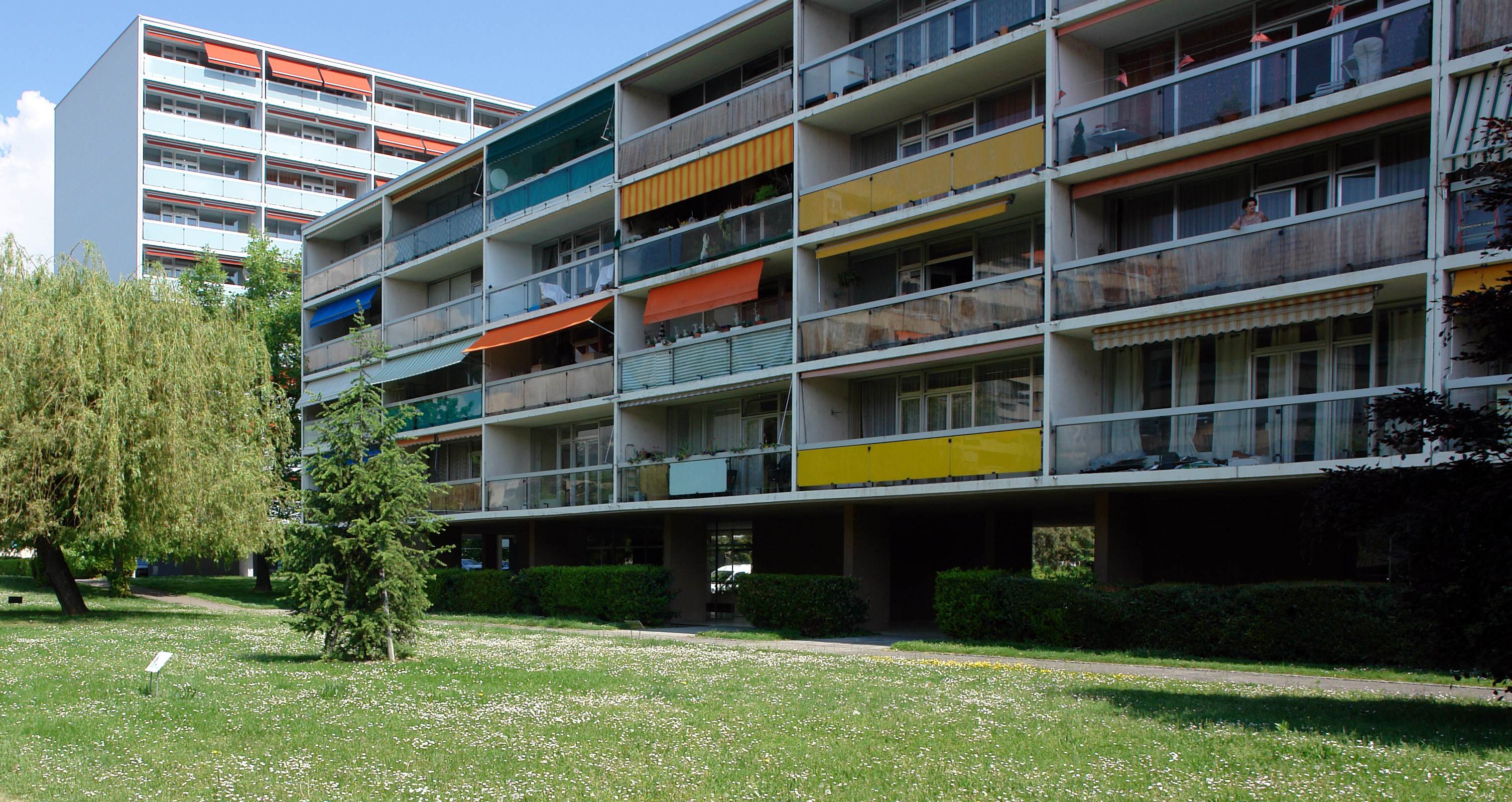
Cité-satellite de Meyrin

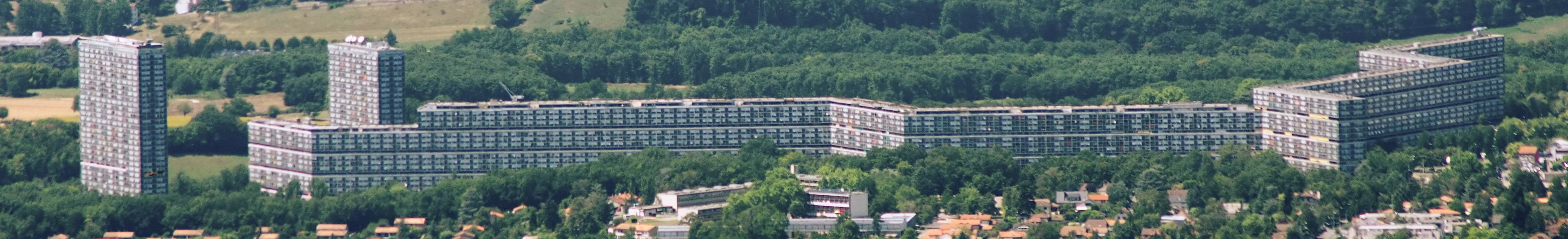
Le Lignon vu du Salève

## Sources
- « Georges Addor (architecte) » dans le Dictionnaire historique de la Suisse en ligne.
- Notices d'autorité :   - VIAF
  - ISNI
  - BnF (données)
  - IdRef
  - LCCN
  - GND
  - WorldCat